# فهرست والیان نورستان
جدول زیر فهرست والیان ولایت نورستان افغانستان است.

## فهرست
| والی | والی | والی                    | دوره                      | جزئیات | یاداشت                 |
| ---- | ---- | ----------------------- | ------------------------- | ------ | ---------------------- |
|      |      | محمد تمیم نورستانی      | ؟؟؟ ژوئیه ۲۰۰۸            |        |                        |
|      |      | حضرت الدین نور          | ژوئیه ۲۰۰۸ ۵ سپتامبر ۲۰۰۸ |        | در تصادف ماشین درگذشت. |
|      |      | جمال‌الدین بدر           | سپتامبر ۲۰۰۸ فوریه ۲۰۱۴   |        |                        |
|      |      | حافظ عبدالقیوم نورستانی | فوریه ۲۰۱۴ کنونی          |        |                        |